# Hugh Caulfield Hamilton
Hugh Caulfield Hamilton, genannt Hammy (* 18. Juli 1905 in Omagh; † 26. August 1934 in Bern), war ein nordirischer Automobilrennfahrer.

## Karriere
Nach dem frühen Tod seines Vaters verheiratete sich seine Mutter ein zweites Mal und die Familie zog 1922 nach England. Hamilton wurde Autoverkäufer bei University Motors, wo er MGs verkaufte. Er begann mit Motorradrennen. 1930 gewann er auf einem Riley seine ersten drei Rennen beim Easter Brooklands Meeting. 1933 wurde er Werksfahrer bei MG und ging unter anderem bei der Miglia Mille an der Start, wo er gemeinsam mit Earl Howe 21. in der Gesamtwertung und Zweiter in der Rennklasse für Sportwagen bis 1,1-Liter-Hubraum wurde.
Nach weiteren Erfolgen auf den Britischen Inseln fuhr er 1934 seinen ersten Grand Prix auf einem Maserati auf dem Autodromo della Mellaha in Tripolis. Im gleichen Jahr kam er beim Grand Prix der Schweiz in Bremgarten mit seinem Maserati 8CM von der Straße ab und prallte gegen einen Baum. Die Obduktion zeigte, dass er bereits vorher an einem Herzversagen gestorben war. Hamilton liegt auf dem Berner Bremgartenfriedhof begraben. Sein Grabkreuz wird wie bei Irischen Kreuzen von einem Ring umfasst; Zyniker behaupten, mit dem Ring sei das Lenkrad von Hamiltons Rennwagen gemeint.